# Forår (film fra 2023)
|  | Denne artikel er oprettet af botten Steenthbot ud fra en ekstern database. Den kan derfor have sproglige fejl eller mangler. Denne skabelon kan fjernes efter kontrol af indholdet. |

 For alternative betydninger, se Forår (flertydig). (Se også artikler, som begynder med Forår)
Forår er en dansk kortfilm fra 2023 instrueret af Pernille Kjær.

## Handling
I et gammelt bondehus bondegård tilbereder en kvinde et lille måltid: kiks og æbleskiver på en tallerken. Det er skik at formilde husnissen med madgaver. Kvinden venter et stykke tid i håb om måske at få et glimt af den illusoriske ånd, men uden held. I løbet af natten, mens spøgelser bevæger sig gennem det gamle knirkende hus og flimrende lys fra en døende ild får skyggerne til at dirre, sniger nissen sig ind i kvindens drøm. Ved daggry smelter han dog bort igen, men noget har ændret sig; vinteren har endelig løsnet sit greb om verden.